# Nakazato Tsuneko

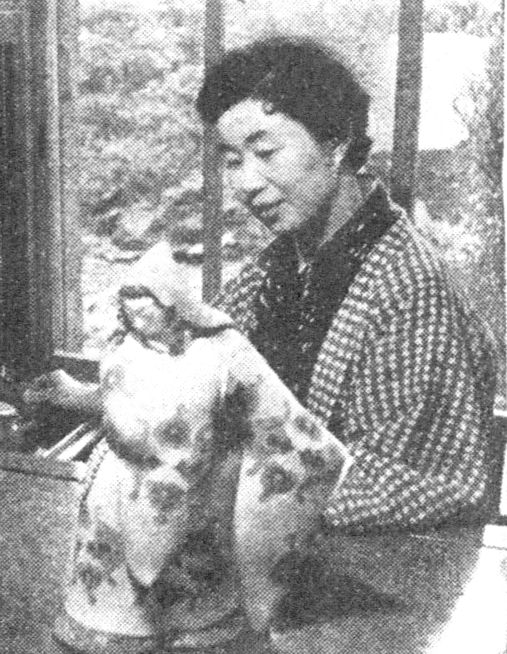
Nakazato Tsuneko (1960)

Nakazato Tsuneko (japanisch 中里 恒子, wirklicher Name: Nakazato Tsune; * 23. Dezember 1909 in Fujisawa Präfektur Kanagawa; † 5. April 1987 in Zushi) war eine japanische Schriftstellerin.

## Leben und Wirken
Nakazato wurde in Fujisawa geboren, wo sie auch die Yokohama Futaba-Mädchenschule besuchte. Sie heiratete 1928 und betätigte sich neben dem Hausfrauendasein als Schriftstellerin. 1939 wurde Nakazato als erste Frau mit dem renommierten Akutagawa-Preis für ihr Erstlingswerk Noriaibasha (乗合馬車, dt. Postkutsche) ausgezeichnet. Diese Erzählung, wie auch weitere Werke, die folgten, befassen sich mit der Thematik interkultureller Ehen.
Es folgten die Geburt ihrer Tochter und die Scheidung von ihrem Ehemann. Ihre Tochter heiratete einen Amerikaner, was ihr als Stoff für die Werke Mariannu monogatari (まりあんぬ物語, 1946) und Kusari ("Chain", 1959) diente.
Für Utamakura (歌枕, 1973), in dem sie sich thematisch mit dem Altern befasst, erhielt sie im gleichen Jahr den Yomiuri-Literaturpreis. Ein Jahr später wurde sie mit dem Onshi-Preis der Japanischen Akademie der Künste, deren Mitglied sie 1983 wurde. 1979 erhielt sie für Tagasodesō (誰袖草) den Frauenliteraturpreis.
Nakazato lebte von 1932 an in Zushi in der Präfektur Kanagawa, wo sie 1987 an Darmkrebs starb. Ihr Grab befindet sich im Tempel Engaku-ji in Kamakura.

## Werke (Auswahl)
- 1939 Noriaibasha (乗合馬車)
- 1941 Ikiru tochi (生きる土地)
- 1942 Tokonatsu (常夏)
- 1947 Natsu no tori (春の鳥)
- 1950 Junketsu ni tsuite (純潔について)
- 1956 Yoru no hashi (夜の橋)
- 1959 Tenshi no kisetsu (天使の季節)
- 1972 Ko no yo (此の世)
- 1977 Shigure no ki (時雨の記)
- 1977 Daiyamondo no hari (ダイヤモンドの針)
- 1978 Utsutsu-gawa (うつつ川)
- 1978 Tagasodesō (誰袖草)
- 1979 Hyakuman (百万)
- 1979 Waga konjaku monogatari (わが今昔ものがたり)

### Verfilmungen
- 1998 Diary of early winter shower (nach der Romanvorlage: 時雨の記, Shigure no ki von Nakazato)